# 713e Infanteriedivisie (Duitsland)
De Duitse 713e Infanteriedivisie (Duits: 713. Infanterie-Division) was een Duitse infanteriedivisie tijdens de Tweede Wereldoorlog. De divisie werd opgericht op 3 mei 1941 en deed voornamelijk dienst in Griekenland.
In de eerste maanden van het bestaan, tot aan september 1941, was de divisie gelegerd in Duitsland. In september werd de eenheid overgeplaatst naar Kreta. Daar moest het onder meer veiligheidsoperaties en normale bezettingsactiviteiten uitvoeren. Ook was de eenheid deels belast met de kustverdediging. Op 15 januari 1942 werd de divisie opgeheven. De divisiestaf werd overgeplaatst naar de 1. Festungs-Brigade Kreta

## Commandanten
| Naam       | Rang         | Begin      | Eind            |
| ---------- | ------------ | ---------- | --------------- |
| Franz Fehn | Generalmajor | 3 mei 1941 | 15 januari 1942 |

## Samenstelling
- Infanterie-Regiment 733
- Infanterie-Regiment 746
- Artillerie-Abteilung 653
- Pionier-Kompanie 713
- Nachrichten-Kompanie 713
- Versorgungseinheiten 713